# Пхеньянский Большой театр
Пхеньянский Большой театр  (кор. 평양대극장) — театр, вдохновлённый стилем древнего государства Чосон, расположенный на пересечении улиц Победы и Ёнгван в Пхеньяне, КНДР. 
Строительство здания началось в феврале 1959 года и было завершено 13 августа 1960 года. Площадь здания — 75 000 м 2. В нём располагается  2 190 мест и 3 этажа. Театр был выстроен вдоль улицы Победы, по обеим сторонам фасада выполнены фрески. Большая и малые крыши, подчёркивают, что здание построено в духе народной культуры страны. Пхеньянский Большой театр стал одним из первых опытов в строительстве в подобном архитектурном стиле. 
Пхеньянский Большой театр используется в качестве главной сцены для идейного, идеологического и пропагандистского культурного досуга. 
В июне 2008 года в здании прошёл капитальный ремонт, который окончился 3 апреля 2009 года. После чего северокорейские СМИ сообщили, что театр обзавёлся новейшим звуковым и световым оборудованием, различными репетиционными и гримерными, а также удобствами, необходимыми для художественного творчества и комфортного времяпрепровождения. В частности, была заменена вся крыша театра, а стены здания были отремонтированы с использованием уникальных строительных материалов и рельефов. В честь открытия 15 апреля 2009 г. состоялся Арт-фестиваль «26-й Апрельский весенний фестиваль дружбы».